# Adam Rosadziński
Adam Rosadziński (ur. 12 grudnia 1900 w Buku, zm. 31 stycznia 1923) – żołnierz armii niemieckiej, armii wielkopolskiej i Wojska Polskiego. Uczestnik powstania wielkopolskiego i wojny polsko–bolszewickiej. Kawaler Orderu Virtuti Militari.

## Życiorys
Urodził się 12 grudnia 1900 roku w Buku. Absolwent szkoły powszechnej. Pracował jako kolejarz w Poznaniu. W 1918 wcielony do armii niemieckiej. Brał udział w powstaniu wielkopolskim w II batalionie garnizonowym Poznań. Następnie jako żołnierz 7 pułk strzelców Wielkopolskich w odrodzonym Wojsku Polskim z którym walczył na froncie wojny polsko-bolszewickiej. 
Szczególnie odznaczył się w walce 12 i 21 sierpnia 1920 pod Wolą Karczewską i na szosie Zambrów – Białystok, gdzie "jako ochotnik zdobył karabin maszynowy i przyczynił się do zdobycia 12 km i 4 armat".  
Za tę postawę odznaczony Orderem Virtuti Militari. Zmarł w wyniku choroby płuc której nabawił się na froncie 31 stycznia 1923.

## Ordery i odznaczenia
- Krzyż Srebrny Orderu Wojskowego Virtuti Militari nr 1885[1][2]
- Krzyż Walecznych[1]